# 파르크 포베디역 (모스크바 지하철)
파르크 포베디 역(러시아어: Парк Победы)은 모스크바 지하철 아르바츠코 포크롭스카야 선과 칼리닌스코 솔른쳅스카야 선의 역이다. 본 역의 심도는 지하 84m(276ft)로 모스크바에서 가장 깊은 지하철역이며, 세계에서 가장 깊은 지하철역이다. '파르크 포베디'는 승리 공원을 의미한다.

## 역사
건설은 1986년에 시작되었고, 초기 계획은 아르바츠코와의 연결을 예상하였다. 미래의 미티노로 향하는 아르바츠코 포크롭스카야 선과 솔른체보 미티슈친스카야 선의 초기이다. 그러나, 1990년대 재정위기로 초기 프로젝트를 끝내고 2003년 5월 6일 아르바츠코 포크롭스카야 선 종착역으로 개통하였다. 2008년부터 아르바츠코 포크롭스카야 선이 연장되면서 중간역이 되었다.

## 건축 및 디자인
새로운 기술을 이용한 단일 콘크리트 디자인을 적용하여 건설되었고, 이 기술은 벽의 기초와 펜던트를 앞서고 있다. 사전에 용접된 금속 부스러기 시트에 의하여 건설된 단조로운 콘크리트 부품과 함께 본 역은 두 개의 통로가 연결된 두 개의 독립된 플랫폼으로 구성되어 있다. 2013년 말까지 각 플랫폼에는 하나의 선로가 사용되지 않았으며, 2013년 3월까지 다른 역과 연결되지 않은 레일이 연결되었다.
이 역의 주제는 1812년에 발발한 동부 전선과 러시아 원정이다. 북쪽 플랫폼의 동쪽 부분에는 회색과 검은 대리석이 있다. 두 플랫폼의 색깔은 투명색으로, 하나는 흰색, 다른 하나는 갈색으로 되어 있다. 2개의 바닥 색상 플랫폼은 다르게 구성되어 있는데, 북쪽 플랫폼은 붉은 색과 회색의 광택된 화강암으로 장식되어 있고 남쪽은 검은 색과 회색이다. 두 플랫폼 모두 숨겨진 램프로 조명되고 있다.
벽에는 빨간 별의 훈장과 메달, 동전의 메달, 1941년부터 1945년까지의 방어 전쟁에서 독일과의 승리를 위한 메달인 "붉은 별의 메달"이 표시되어 있다.

## 사진

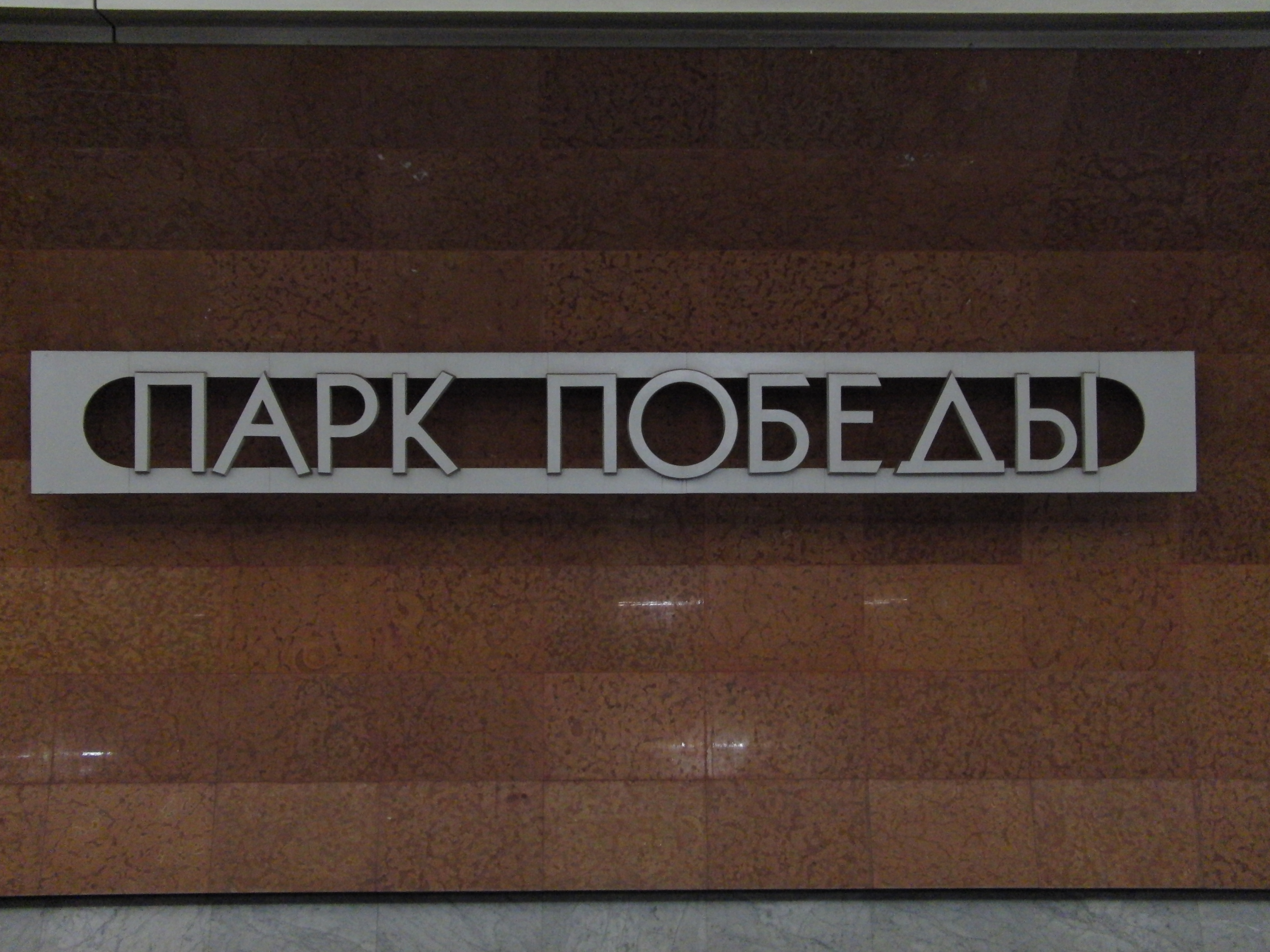
역명판
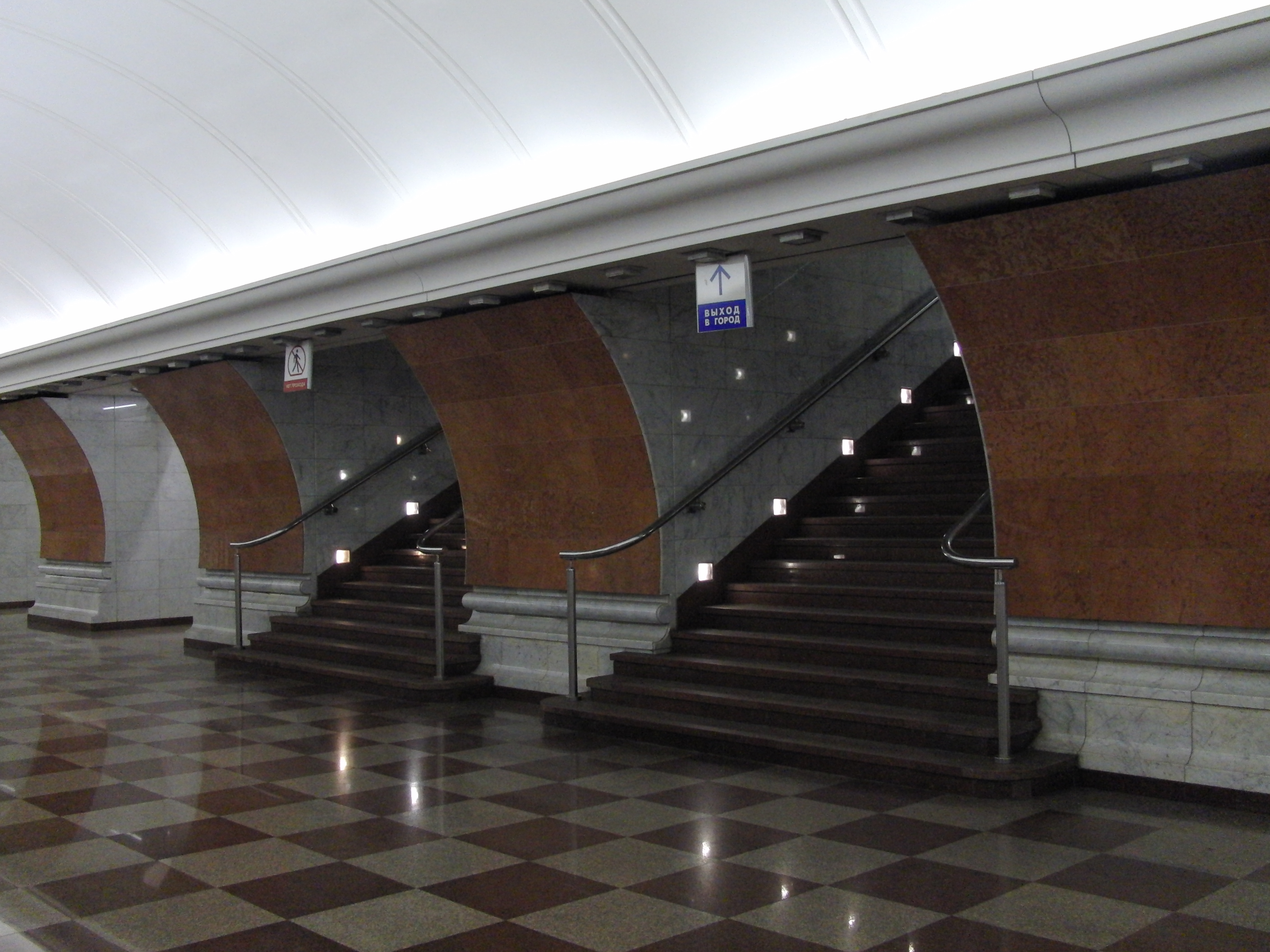
계단

## 같이 보기
- (러시아어) news.metro.ru